# Milutin Osmajić
Milutin Osmajić (en serbio: Милутин Осмајић; 25 de julio de 1999) es un futbolista montenegrino que juega en la demarcación de delantero para el Preston North End F. C. de la EFL Championship.

## Trayectoria
En la temporada 2021-22 fichó por el Cádiz C. F. Jugó trece partidos entre la Primera División y la Copa del Rey antes de acabar la campaña en el Bandırmaspor turco como cedido. La siguiente volvió a ser prestado, esta vez al F. C. Vizela portugués.
El 1 de septiembre de 2023 se desvinculó definitivamente de la entidad gaditana después de ser traspasado al Preston North End F. C.

## Selección nacional
Tras jugar en la selección de fútbol sub-21 de Montenegro, finalmente hizo su debut con Montenegro el 11 de noviembre de 2020 en un partido amistoso contra Kazajistán que finalizó con un resultado de empate a cero.

## Clubes
| Club                    | País       | Año       | Partidos | Goles |
| ----------------------- | ---------- | --------- | -------- | ----- |
| F. K. Sutjeska Nikšić   | Montenegro | 2018-2021 | 89       | 19    |
| Cádiz C. F. "B"         | España     | 2021      | 2        | 0     |
| Cádiz C. F.             | España     | 2021-2022 | 13       | 1     |
| Bandırmaspor (cedido)   | Turquía    | 2022      | 14       | 7     |
| F. C. Vizela (cedido)   | Portugal   | 2022-2023 | 35       | 8     |
| Cádiz C. F.             | España     | 2023      | 1        | 0     |
| Preston North End F. C. | Inglaterra | 2023-     | 78       | 24    |

## Palmarés

### Campeonatos nacionales
| Título                         | Club                  | País       | Año  |
| ------------------------------ | --------------------- | ---------- | ---- |
| Primera División de Montenegro | F. K. Sutjeska Nikšić | Montenegro | 2018 |
| Primera División de Montenegro | F. K. Sutjeska Nikšić | Montenegro | 2019 |